# Кубок Австрії з футболу
Кубок Австрії з футболу (нім. Cup des Österreichischen Fußball-Bundes (ÖFB-Cup)) — щорічний кубковий турнір, який проводиться серед австрійських футбольних клубів з 1919 року. Організатором цього змагання є Австрійський футбольний союз. Турнір не проводився за часів аншлюсу (1939—1945) і в період між 1950 і 1958 роками, коли асоціація вважала цей турнір нецікавим. У 2008 році через Чемпіонат Європи, який пройшов на полях Австрії, у кубку змогли взяти участь лише аматорські команди. Частіше за всіх (27 разів) у цьому турнірі перемагала віденська «Аустрія». З сезону 2010/11 на ім'я головного спонсора, південнокорейського промислового концерну Samsung, турнір отримав офіційне найменування ÖFB-Samsung-Cup.

## Фінали
| Сезон                       | Володар кубка                | Рахунок                      | Фіналіст                     |
| --------------------------- | ---------------------------- | ---------------------------- | ---------------------------- |
| 1919                        | «Рапід»                      | 3-0                          | «Вінер Шпорт-Клуб»           |
| 1920                        | «Рапід»                      | 5-2                          | «Аматоре»                    |
| 1921                        | «Аматоре»                    | 2-1                          | «Вінер Шпорт-Клуб»           |
| 1922                        | «Вінер АФК»                  | 2-1                          | «Аматоре»                    |
| 1923                        | «Вінер Шпорт-Клуб»           | 3-1                          | «Ваккер» (Відень)            |
| 1924                        | «Аматоре»                    | 8-6                          | «Слован» (Відень)            |
| 1925                        | «Аматоре»                    | 3-1                          | «Фірст Вієнна»               |
| 1926                        | «Аматоре»                    | 4-3                          | «Фірст Вієнна»               |
| 1927                        | «Рапід»                      | 3-0                          | «Аустрія»                    |
| 1928                        | «Адміра» (Відень)            | 2-1                          | «Вінер АК»                   |
| 1929                        | «Фірст Вієнна»               | 3-2                          | «Рапід»                      |
| 1930                        | «Фірст Вієнна»               | 1-0                          | «Аустрія»                    |
| 1931                        | «Вінер АК»                   | [ 1 ]                        | «Аустрія»                    |
| 1932                        | «Адміра» (Відень)            | 6-1                          | «Вінер АК»                   |
| 1933                        | «Аустрія»                    | 1-0                          | «Брігіттенауер АК»           |
| 1934                        | «Адміра» (Відень)            | 8-0                          | «Рапід»                      |
| 1935                        | «Аустрія»                    | 5-1                          | «Вінер АК»                   |
| 1936                        | «Аустрія»                    | 3-0                          | «Фірст Вієнна»               |
| 1937                        | «Фірст Вієнна»               | 2-0                          | «Вінер Шпорт-Клуб»           |
| 1938                        | «ВАК Шварц-рот»              | 1-0                          | «Вінер Шпорт-Клуб»           |
| В 1939 - 1945 не проводився |                              |                              |                              |
| 1946                        | «Рапід»                      | 2-1                          | «Фірст Вієнна»               |
| 1947                        | «Ваккер» (Відень)            | 4-3                          | «Аустрія»                    |
| 1948                        | «Аустрія»                    | 2-0                          | «Штурм» (Грац)               |
| 1949                        | «Аустрія»                    | 5-2                          | «Форвертс» (Штайр)           |
| В 1950 - 1958 не проводився |                              |                              |                              |
| 1959                        | «Вінер АК»                   | 2-0                          | «Рапід»                      |
| 1960                        | «Аустрія»                    | 4-2                          | «Рапід»                      |
| 1961                        | «Рапід»                      | 3-1                          | «Фірст Вієнна»               |
| 1962                        | «Аустрія»                    | 4-1                          | «Грацер»                     |
| 1963                        | «Аустрія»                    | 1-0                          | «Лінцер АСК»                 |
| 1964                        | «Адміра-Енергія»             | 1-0                          | «Аустрія»                    |
| 1965                        | «Лінцер АСК»                 | 1-1, 1-0                     | «Вінер-Нойштадт»             |
| 1966                        | «Адміра-Енергія»             | 1-0                          | «Рапід»                      |
| 1967                        | «Аустрія»                    | 1-2, 1-0                     | «Лінцер АСК»                 |
| 1968                        | «Рапід»                      | 2-0                          | «Грацер»                     |
| 1969                        | «Рапід»                      | 2-1                          | «Вінер Шпорт-Клуб»           |
| 1970                        | «Ваккер» (Інсбрук)           | 1-0                          | «Лінцер АСК»                 |
| 1971                        | «Аустрія»                    | 2-1                          | «Рапід»                      |
| 1972                        | «Рапід»                      | 1-2, 3-1                     | «Вінер Шпорт-Клуб»           |
| 1973                        | «Ваккер» (Інсбрук)           | 1-0, 1-2                     | «Рапід»                      |
| 1974                        | «Аустрія»                    | 2-1, 1-1                     | Аустрія Зальцбург            |
| 1975                        | «Ваккер» (Інсбрук)           | 3-0, 0-2                     | «Штурм» (Грац)               |
| 1976                        | «Рапід»                      | 1-0, 1-2                     | «Ваккер» (Інсбрук)           |
| 1977                        | «Аустрія»                    | 1-0, 3-0                     | «Вінер Шпорт-Клуб»           |
| 1978                        | «Ваккер» (Інсбрук)           | 1-1, 2-1                     | ФЕСТ (Лінц)                  |
| 1979                        | «Ваккер» (Інсбрук)           | 1-0, 1-1                     | «Адміра-Ваккер»              |
| 1980                        | «Аустрія»                    | 0-1, 2-0                     | Аустрія Зальцбург            |
| 1981                        | «Грацер»                     | 0-1, 2-0                     | Аустрія Зальцбург            |
| 1982                        | «Аустрія»                    | 1-0, 3-1                     | «Ваккер» (Інсбрук)           |
| 1983                        | «Рапід»                      | 3-0, 5-0                     | «Ваккер» (Інсбрук)           |
| 1984                        | «Рапід»                      | 1-3, 2-0                     | «Аустрія»                    |
| 1985                        | «Рапід»                      | 3-3 (п.4-3)                  | «Аустрія»                    |
| 1986                        | «Аустрія»                    | 6-4                          | «Рапід»                      |
| 1987                        | «Рапід»                      | 2-0, 2-2                     | «Сваровскі-Тіроль» (Інсбрук) |
| 1988                        | «Кремсер»                    | 2-0, 1-3                     | «Сваровскі-Тіроль» (Інсбрук) |
| 1989                        | «Сваровскі-Тіроль» (Інсбрук) | 0-2, 6-2                     | «Адміра-Ваккер»              |
| 1990                        | «Аустрія»                    | 3-1                          | «Рапід»                      |
| 1991                        | «Штокерау»                   | 2-1                          | «Рапід»                      |
| 1992                        | «Аустрія»                    | 1-0                          | «Адміра-Ваккер»              |
| 1993                        | «Ваккер» (Інсбрук)           | 3-1                          | «Рапід»                      |
| 1994                        | «Аустрія»                    | 4-0                          | ФК «Лінц»                    |
| 1995                        | «Рапід»                      | 1-0                          | ФК «Леобен»                  |
| 1996                        | «Штурм» (Грац)               | 3-1                          | «Адміра-Ваккер»              |
| 1997                        | «Штурм» (Грац)               | 2-1                          | «Фірст Вієнна»               |
| 1998                        | «Рід»                        | 3-1                          | «Штурм» (Грац)               |
| 1999                        | «Штурм» (Грац)               | 1-1 (п.4-2)                  | «Лінцер АСК»                 |
| 2000                        | «Грацер»                     | 2-2 (п.4-3)                  | Аустрія Зальцбург            |
| 2001                        | ФК «Кернтен»                 | 2-1                          | «Тіроль» (Інсбрук)           |
| 2002                        | «Грацер»                     | 3-2                          | «Штурм» (Грац)               |
| 2003                        | «Аустрія»                    | 3-0                          | ФК «Кернтен»                 |
| 2004                        | «Грацер»                     | 3-3 (п.5-4)                  | «Аустрія»                    |
| 2005                        | «Аустрія»                    | 3-1                          | «Рапід»                      |
| 2006                        | «Аустрія»                    | 3-0                          | «Маттерсбург»                |
| 2007                        | «Аустрія»                    | 2-1                          | «Маттерсбург»                |
| 2008                        | розігрували аматорські клуби | розігрували аматорські клуби | розігрували аматорські клуби |
| 2009                        | «Аустрія»                    | 3-1                          | «Адміра-Ваккер»              |
| 2010                        | «Штурм» (Грац)               | 1-0                          | «Вінер-Нойштадт»             |
| 2011                        | «Рід»                        | 2-0                          | «Аустрія» (Лустенау)         |
| 2012                        | «Ред Булл» (Зальцбург)       | 3-0                          | «Рід»                        |
| 2013                        | «Пашинг»                     | 1-0                          | «Аустрія»                    |
| 2014                        | «Ред Булл» (Зальцбург)       | 4-2                          | «Санкт-Пельтен»              |
| 2015                        | «Ред Булл» (Зальцбург)       | 2-0 (дод. час)               | «Аустрія»                    |
| 2016                        | «Ред Булл» (Зальцбург)       | 5-0                          | «Адміра-Ваккер»              |
| 2017                        | «Ред Булл» (Зальцбург)       | 2-1                          | «Рапід» (Відень)             |
| 2018                        | «Штурм»                      | 1-0 дч                       | «Ред Булл» (Зальцбург)       |
| 2019                        | «Ред Булл» (Зальцбург)       | 2-0                          | «Рапід» (Відень)             |
| 2020                        | «Ред Булл» (Зальцбург)       | 5-0                          | «Аустрія» (Лустенау)         |
| 2021                        | «Ред Булл» (Зальцбург)       | 5-0                          | ЛАСК                         |
| 2022                        | «Ред Булл» (Зальцбург)       | 3-0                          | «Рід»                        |
| 2023                        | «Штурм»                      | 2-0                          | «Рапід»                      |
| 2024                        | «Штурм»                      | 2-1                          | «Рапід»                      |
| 2025                        | «Вольфсбергер»               | 1-0                          | «Гартберг»                   |

## Переможці
| Клуб                         | Перемоги | Роки |
| ---------------------------- | -------- | --- |
| «Аустрія»                    | 27       | 1921, 1924, 1925, 1926, 1933, 1935, 1936, 1948, 1949, 1960, 1962, 1963, 1967, 1971, 1974, 1977, 1980, 1982, 1986, 1990 1992, 1994, 2003, 2005, 2006, 2007, 2009 |
| «Рапід»                      | 14       | 1919, 1920, 1927, 1946, 1961, 1968, 1969, 1972, 1976, 1983, 1984, 1985, 1987, 1995                                                                              |
| «Ред Булл»                   | 9        | 2012, 2014, 2015, 2016, 2017, 2019, 2020, 2021, 2022 |
| «Штурм» (Грац)               | 7        | 1996, 1997, 1999, 2010, 2018, 2023, 2024 |
| «Ваккер» (Інсбрук)           | 6        | 1970, 1973, 1975, 1978, 1979, 1993 |
| «Адміра» (Відень)            | 5        | 1928, 1932, 1934, 1964, 1966 |
| «Грацер»                     | 4        | 1981, 2000, 2002, 2004 |
| «Фірст Вієнна»               | 3        | 1929, 1930, 1937 |
| «Вінер АК»                   | 3        | 1931, 1938, 1959 |
| «Рід»                        | 2        | 1998, 2011 |
| «Вінер АФК»                  | 1        | 1922 |
| «Вінер Шпорт-Клуб»           | 1        | 1923 |
| «Ваккер» (Відень)            | 1        | 1947 |
| «Лінцер АСК»                 | 1        | 1965 |
| «Кремсер»                    | 1        | 1988 |
| «Сваровскі-Тіроль» (Інсбрук) | 1        | 1989 |
| «Штокерау»                   | 1        | 1991 |
| ФК «Кернтен»                 | 1        | 2001 |
| «Пашинг»                     | 1        | 2013 |
| «Вольфсбергер»               | 1        | 2025 |